# Нападение на студентов-палестинцев в Берлингтоне
25 ноября 2023 года трое 20-летних студентов палестинского происхождения подверглись нападению в городе Берлингтон (штат Вермонт). Молодые люди, одетые в куфии в знак солидарности с Палестиной на фоне войны в Газе, возвращались домой после вечеринки, когда возле Вермонтского университета по ним открыли стрельбу. Подозреваемый, 48-летний Джейсон Итон, был задержан на следующий день. Полиция Берлингтона рассматривает инцидент как возможное преступление на почве ненависти.

## Ход событий
Стрельба произошла около 18:30 по местному времени, когда трое студентов (Хишам Авартани, Киннан Абдальхамид и Тахсин Али Ахмед), приехавших в Берлингтон навестить родных Авартани, возвращались с вечеринки по случаю дня рождения его двоюродных братьев. По свидетельствам очевидцев, юноши говорили на смеси арабского и английского языков, двое носили на головах куфии — традиционный головной убор арабов. Возле Вермонтского университета к студентам подбежал вооружённый пистолетом мужчина и несколько раз выстрелил в упор. Абдальхамид, несмотря на ранение в ягодицу, смог убежать от стрелка, добраться до ближайших домов и попросить о помощи. Нападавший с места преступления скрылся. По некоторым данным, прежде чем открыть по студентам огонь, мужчина некоторое время их преследовал .

## Пострадавшие
Молодые люди, хотя и обучались в разных университетах, знали друг друга с детства и были выпускниками частной квакерской школы на оккупированном Израилем Западном берегу Иордана. Двое студентов (Авартани и Абдальхамид) являлись гражданами США, третий (Али Ахмед) имел постоянный вид на жительство. После эскалации конфликта в Газе семьи пострадавших решили, что юношам следует оставаться по месту учёбы в США, а не приезжать в гости к близким на Западный берег.
Из всех пострадавших тяжелее всего был ранен Хишам Авартани: попавшая в позвоночник пуля сделала юношу парализованным ниже груди. По словам матери, Авартани вряд ли снова сможет ходить. Сам Авартани считает, что стал «одной из жертв гораздо более масштабного конфликта», добавляя: 

«Если бы меня ранили на Западном берегу, где я вырос, израильская армия, скорее всего, отказала бы мне в медицинской помощи, спасшей мне жизнь здесь. Стрелявший в меня солдат вернулся бы домой и никогда не был бы осуждён». 
Оригинальный текст (англ.)Had I been shot in the West Bank, where I grew up, the medical services that saved my life here would likely have been withheld by the Israeli Army. The soldier who shot me would go home and never be convicted.

## Подозреваемый
Совет по американо-исламским отношениям (CAIR), крупнейшая в стране организация по защите прав мусульман, за содействие в поисках преступника объявила вознаграждение в размере 10 000 долларов. 
48-летний Джейсон Итон был задержан в собственном доме на следующий день после нападения. Мужчина встретил полицейских словами: «Я ждал вас», сильно нервничал, однако на допросе виновным себя не признал. Обыск в доме Итона выявил пистолет тех же марки и калибра, которым соответствовали найденные на месте стрельбы гильзы.
Мать Итона, Мэри Рид, сообщила, что у её сына имеются проблемы с психическим здоровьем: в частности, мужчина страдал от депрессии. Несмотря на это, мать описывала сына как «доброго и любящего», а также «очень религиозного человека». Судебно-психиатрическая экспертиза признала Итона вменяемым.
В настоящее время Итон содержится под стражей без права внесения залога и обвиняется по трём пунктам тяжкого преступления; мужчине грозит от 20 лет  заключения до пожизненного лишения свободы.

## Реакция
С осуждением нападения выступили бывший мэр Берлингтона Берни Сандерс,  сенатор Вермонта Питер Уэлч, вице-президент Камала Харрис, президент США Джо Байден. В переговорах с мэром Берлингтона Миро Вайнбергером, состоявшихся вскоре после стрельбы, Байден сообщил, что готов содействовать в расследовании. 
Группа раввинов Берлингтона выразила надежду о скором привлечении преступника к ответственности, а также обратилась со словами поддержки к Исламскому центру Вермонта.
Поскольку инцидент произошёл на фоне роста числа преступлений против арабов и мусульман после эскалации войны в Газе, семьи пострадавших наряду с несколькими группами по защите гражданских прав (включая Американо-арабский антидискриминационный комитет) призвали следователей уделить особое внимание ненависти как возможному мотиву нападения. В заявлении адвоката семей жертв Абида Аюба говорилось:

«Подозреваемый подошёл к ним и стал стрелять. Их не ограбили, не избили. Это были целенаправленная стрельба и целенаправленное преступление».
Родственник одного из пострадавших студентов убеждён, что стрельба в Берлингтоне стала следствием «опасной и бесчеловечной риторики американских политиков и правых экспертов».
Генеральный прокурор США Меррик Гарланд отметил, что после покушения на студентов в палестинских общинах Америки царит «понятный страх». 
Лидер меньшинства в Палате представителей США Хаким Джеффрис призвал «недвусмысленно осудить поразительный рост ненависти к арабам и мусульманам в Америке».
Помочь парализованному Хишаму Авартани вызвался личный врач  короля Иордании Абдаллы II.
27 ноября в Брауновском университете, где обучался Авартани, в честь пострадавших было организовано бдение, вскоре, однако, переросшее в акцию протеста. Студенты стали требовать, чтобы руководство университета отказалось от инвестиций в оружейные компании, «способствующие конфликту между Израилем и Палестиной» и поддержало прекращение огня между государствами. Одетые в куфии, протестующие держали плакаты с лозунгом «Брауновский университет финансирует ненависть, которая сделала это [нападение на палестинских студентов] возможным» и вскидывали руки в символически перепачканных красной краской перчатках. Под натиском протестующих президенту университета Кристине Пэксон пришлось удалиться из зала. 11 декабря в ходе повторной забастовки 41 учащийся был задержан за «незаконное проникновение на территорию университета». В поддержку арестованных выступили члены группы «Выпускники Университета Брауна за Палестину», организовавшие сбор средств для оплаты судебных издержек, а также развернувшие масштабную онлайн-кампанию, в результате которой президенту Пэксон было отправлено около 3000 писем с призывом снять обвинения в адрес студентов.